# Großer Preis von Brasilien 2011
Der Große Preis von Brasilien 2011 (offiziell Formula 1 Grande Prêmio Petrobras do Brasil 2011) fand am 27. November auf dem Autódromo José Carlos Pace in São Paulo statt und war das 19. und letzte Rennen der Formel-1-Weltmeisterschaft 2011.

## Berichte

### Hintergrund
Nach dem Großen Preis von Japan stand Sebastian Vettel bereits als Weltmeister fest. Nach dem Großen Preis von Abu Dhabi führte er in der Fahrerwertung uneinholbar mit 119 Punkten vor Jenson Button und mit 129 Punkten vor Fernando Alonso. In der Konstrukteurswertung stand Red Bull-Renault nach dem Großen Preis von Korea ebenfalls als Weltmeister fest. Sie führten uneinholbar mit 125 Punkten vor McLaren-Mercedes und mit 254 Punkten vor Ferrari.
Beim Großen Preis von Brasilien stellte Pirelli den Fahrern die Reifenmischungen Medium (weiß) und Soft (gelb), sowie für nasse Bedingungen Intermediates (hellblau) und Full-Wets (orange) zur Verfügung.
Drei Konstrukteure verwendeten letztmals ihren Chassisnamen. Renault änderte den Chassisnamen zur kommenden Saison in Lotus, das bisherige Team Lotus in Caterham sowie Virgin in Marussia.
Felipe Massa startete bei diesem Rennen zum 100. Mal für Ferrari.
Rubens Barrichello bestritt sein 326. und letztes Rennen in der Formel 1. Auch für Jarno Trulli, Vitantonio Liuzzi, Sébastien Buemi und Jaime Alguersuari war es das letzte Formel-1-Wochenende.
Mit Michael Schumacher (viermal), Massa (zweimal), Vettel und Mark Webber (jeweils einmal) traten vier ehemalige Sieger zu diesem Grand Prix an.

### Training
Im ersten freien Training war Webber der schnellste Pilot vor den McLaren von Button und Lewis Hamilton. In diesem Training übernahm Romain Grosjean den Renault von Witali Petrow, Nico Hülkenberg den Force India von Adrian Sutil, Jean-Éric Vergne den Toro Rosso von Buemi, Luiz Razia den Lotus von Trulli und Jan Charouz den HRT von Liuzzi. Für Charouz war es der erste Einsatz an einem Formel-1-Wochenende.
Im zweiten freien Training erzielte Hamilton die schnellste Runde vor Vettel und Webber.
Im dritten Training übernahm Vettel die Führung vor Button und Webber.

### Qualifying
Im ersten Abschnitt (Q1) des Zeitentrainings war Button der schnellste Fahrer. Die Virgin-, HRT- und Lotus-Piloten sowie Pastor Maldonado schieden aus.
Im zweiten Teil des Qualifyings (Q2) übernahm Vettel die Führung. Die Sauber- und Toro Rosso-Piloten sowie Petrow, Barrichello und Paul di Resta schieden aus.
Im finalen Segment (Q3) erzielte Vettel die Bestzeit und holte die 30. Pole-Position seiner Karriere und die 15. in dieser Saison. Damit stellte er einen neuen Rekord auf. Auf den Plätzen hinter ihm folgten Webber und Button.

### Rennen
Vettel führte das Rennen nach dem Start an, überließ die Führung jedoch Webber, als ihm sein Getriebe Probleme bereitete. Vettel blieb im Rennen jedoch Zweiter, während Webber seinen ersten und einzigen Saisonsieg holte. Keines der anderen Teams konnte im Rennen mit der Geschwindigkeit von Red Bull mithalten. Button schaffte es mit dem dritten Platz, das Podium zu komplettieren, nachdem er zu Beginn des Rennens von Alonso überholt wurde, ihn aber gegen Ende wieder überholte. Alonso wurde schließlich Vierter, während Hamilton wegen eines Getriebeproblems ausschied. Massa beendete das Jahr mit einem fünften Platz. Sutil, Nico Rosberg, di Resta, Kamui Kobayashi und Petrow komplettierten die Punkteränge.
Bruno Senna erhielt eine Durchfahrtsstrafe, nachdem er in Runde 10 am Eingang des „Senna S“ mit Schumacher kollidierte.
Der Podiumsplatz von Button bedeutete, dass er Zweiter in der Fahrerwertung blieb, während Webbers Sieg bedeutete, dass er Alonso überholte und Dritter wurde. Obwohl beide Fahrer gut innerhalb der Punkteränge landeten, gelang es Force India nicht, die Gesamtpunktzahl von Renault zu übertreffen und sich den fünften Platz in der Gesamtwertung zu sichern, und lagen nur vier Punkte zurück. Kobayashi holte für Sauber zwei Punkte und sicherte damit auch den siebten Tabellenplatz.

## Meldeliste
| Team                         | Nr. | Fahrer             | Chassis             | Motor                | Reifen |
| ---------------------------- | --- | ------------------ | ------------------- | -------------------- | ------ |
| Red Bull Racing              | 01  | Sebastian Vettel   | Red Bull RB7        | Renault 2.4 V8       | P      |
| Red Bull Racing              | 02  | Mark Webber        | Red Bull RB7        | Renault 2.4 V8       | P      |
| Vodafone McLaren Mercedes    | 03  | Lewis Hamilton     | McLaren MP4-26      | Mercedes-Benz 2.4 V8 | P      |
| Vodafone McLaren Mercedes    | 04  | Jenson Button      | McLaren MP4-26      | Mercedes-Benz 2.4 V8 | P      |
| Scuderia Ferrari             | 05  | Fernando Alonso    | Ferrari 150º Italia | Ferrari 2.4 V8       | P      |
| Scuderia Ferrari             | 06  | Felipe Massa       | Ferrari 150º Italia | Ferrari 2.4 V8       | P      |
| Mercedes GP Petronas F1 Team | 07  | Michael Schumacher | Mercedes MGP W02    | Mercedes-Benz 2.4 V8 | P      |
| Mercedes GP Petronas F1 Team | 08  | Nico Rosberg       | Mercedes MGP W02    | Mercedes-Benz 2.4 V8 | P      |
| Lotus Renault GP             | 09  | Bruno Senna        | Renault R31         | Renault 2.4 V8       | P      |
| Lotus Renault GP             | 10  | Romain Grosjean    | Renault R31         | Renault 2.4 V8       | P      |
| Lotus Renault GP             | 10  | Witali Petrow      | Renault R31         | Renault 2.4 V8       | P      |
| AT&T Williams                | 11  | Rubens Barrichello | Williams FW33       | Cosworth 2.4 V8      | P      |
| AT&T Williams                | 12  | Pastor Maldonado   | Williams FW33       | Cosworth 2.4 V8      | P      |
| Force India F1 Team          | 14  | Nico Hülkenberg    | Force India VJM04   | Mercedes-Benz 2.4 V8 | P      |
| Force India F1 Team          | 14  | Adrian Sutil       | Force India VJM04   | Mercedes-Benz 2.4 V8 | P      |
| Force India F1 Team          | 15  | Paul di Resta      | Force India VJM04   | Mercedes-Benz 2.4 V8 | P      |
| Sauber F1 Team               | 16  | Kamui Kobayashi    | Sauber C30          | Ferrari 2.4 V8       | P      |
| Sauber F1 Team               | 17  | Sergio Pérez       | Sauber C30          | Ferrari 2.4 V8       | P      |
| Scuderia Toro Rosso          | 18  | Jean-Éric Vergne   | Toro Rosso STR6     | Ferrari 2.4 V8       | P      |
| Scuderia Toro Rosso          | 18  | Sébastien Buemi    | Toro Rosso STR6     | Ferrari 2.4 V8       | P      |
| Scuderia Toro Rosso          | 19  | Jaime Alguersuari  | Toro Rosso STR6     | Ferrari 2.4 V8       | P      |
| Team Lotus                   | 20  | Heikki Kovalainen  | Lotus T128          | Renault 2.4 V8       | P      |
| Team Lotus                   | 21  | Luiz Razia         | Lotus T128          | Renault 2.4 V8       | P      |
| Team Lotus                   | 21  | Jarno Trulli       | Lotus T128          | Renault 2.4 V8       | P      |
| HRT F1 Team                  | 22  | Daniel Ricciardo   | HRT F111            | Cosworth 2.4 V8      | P      |
| HRT F1 Team                  | 23  | Jan Charouz        | HRT F111            | Cosworth 2.4 V8      | P      |
| HRT F1 Team                  | 23  | Vitantonio Liuzzi  | HRT F111            | Cosworth 2.4 V8      | P      |
| Marussia Virgin Racing       | 24  | Timo Glock         | Virgin MVR-02       | Cosworth 2.4 V8      | P      |
| Marussia Virgin Racing       | 25  | Jérôme D’Ambrosio  | Virgin MVR-02       | Cosworth 2.4 V8      | P      |

Anmerkungen
1. 1 2  Grosjean fuhr den Renault mit der Nummer 10 im ersten freien Training. Petrow übernahm das Fahrzeug anschließend für das restliche Rennwochenende.
2. 1 2  Hülkenberg fuhr den Force India mit der Nummer 14 im ersten freien Training. Sutil übernahm das Fahrzeug anschließend für das restliche Rennwochenende.
3. 1 2  Vergne fuhr den Toro Rosso mit der Nummer 18 im ersten freien Training. Buemi übernahm das Fahrzeug anschließend für das restliche Rennwochenende.
4. 1 2  Razia fuhr den Lotus mit der Nummer 21 im ersten freien Training. Trulli übernahm das Fahrzeug anschließend für das restliche Rennwochenende.
5. 1 2  Charouz fuhr den HRT mit der Nummer 23 im ersten freien Training. Liuzzi übernahm das Fahrzeug anschließend für das restliche Rennwochenende.

## Klassifikationen

### Qualifying
| Pos.                                                                      | Fahrer             | Konstrukteur         | Q1       | Q2       | Q3         | Start |
| ------------------------------------------------------------------------- | ------------------ | -------------------- | -------- | -------- | ---------- | ----- |
| 01                                                                        | Sebastian Vettel   | Red Bull-Renault     | 1:13,664 | 1:12,446 | 1:11,918   | 01    |
| 02                                                                        | Mark Webber        | Red Bull-Renault     | 1:13,467 | 1:12,658 | 1:12,099   | 02    |
| 03                                                                        | Jenson Button      | McLaren-Mercedes     | 1:13,281 | 1:12,820 | 1:12,283   | 03    |
| 04                                                                        | Lewis Hamilton     | McLaren-Mercedes     | 1:13,361 | 1:12,811 | 1:12,480   | 04    |
| 05                                                                        | Fernando Alonso    | Ferrari              | 1:13,969 | 1:12,870 | 1:12,591   | 05    |
| 06                                                                        | Nico Rosberg       | Mercedes             | 1:14,083 | 1:12,569 | 1:13,050   | 06    |
| 07                                                                        | Felipe Massa       | Ferrari              | 1:14,269 | 1:13,291 | 1:13,068   | 07    |
| 08                                                                        | Adrian Sutil       | Force India-Mercedes | 1:13,480 | 1:13,261 | 1:13,298   | 08    |
| 09                                                                        | Bruno Senna        | Renault              | 1:14,453 | 1:13,300 | 1:13,761   | 09    |
| 10                                                                        | Michael Schumacher | Mercedes             | 1:13,694 | 1:13,571 | keine Zeit | 10    |
| 11                                                                        | Paul di Resta      | Force India-Mercedes | 1:13,733 | 1:13,584 | –          | 11    |
| 12                                                                        | Rubens Barrichello | Williams-Cosworth    | 1:14,117 | 1:13,801 | –          | 12    |
| 13                                                                        | Jaime Alguersuari  | Toro Rosso-Ferrari   | 1:14,225 | 1:13,804 | –          | 13    |
| 14                                                                        | Sébastien Buemi    | Toro Rosso-Ferrari   | 1:14,500 | 1:13,919 | –          | 14    |
| 15                                                                        | Witali Petrow      | Renault              | 1:13,859 | 1:14,053 | –          | 15    |
| 16                                                                        | Kamui Kobayashi    | Sauber-Ferrari       | 1:14,571 | 1:14,129 | –          | 16    |
| 17                                                                        | Sergio Pérez       | Sauber-Ferrari       | 1:14,430 | 1:14,182 | –          | 17    |
| 18                                                                        | Pastor Maldonado   | Williams-Cosworth    | 1:14,625 | –        | –          | 18    |
| 19                                                                        | Heikki Kovalainen  | Lotus-Renault        | 1:15,068 | –        | –          | 19    |
| 20                                                                        | Jarno Trulli       | Lotus-Renault        | 1:15,358 | –        | –          | 20    |
| 21                                                                        | Vitantonio Liuzzi  | HRT-Cosworth         | 1:16,631 | –        | –          | 21    |
| 22                                                                        | Daniel Ricciardo   | HRT-Cosworth         | 1:16,890 | –        | –          | 22    |
| 23                                                                        | Jérôme D’Ambrosio  | Virgin-Cosworth      | 1:17,019 | –        | –          | 23    |
| 24                                                                        | Timo Glock         | Virgin-Cosworth      | 1:17,060 | –        | –          | 24    |
| 107-Prozent-Zeit: 1:18,410 min (bezogen auf Q1-Bestzeit von 1:13,281 min) |                    |                      |          |          |            |       |

Anmerkungen
1. 1 2 3 4 5 6 7 8 9 10 11 12 13 14 15 16 17 18  Rennwagen mit KERS

### Rennen
| Pos. | Fahrer             | Konstrukteur         | Runden | Stopps | Zeit        | Start | Schnellste Runde |
| ---- | ------------------ | -------------------- | ------ | ------ | ----------- | ----- | ---------------- |
| 01   | Mark Webber        | Red Bull-Renault     | 71     | 3      | 1:32:17,464 | 02    | 1:15,324 (71.)   |
| 02   | Sebastian Vettel   | Red Bull-Renault     | 71     | 3      | + 16,983    | 01    | 1:16,076 (68.)   |
| 03   | Jenson Button      | McLaren-Mercedes     | 71     | 3      | + 27,638    | 03    | 1:15,580 (63.)   |
| 04   | Fernando Alonso    | Ferrari              | 71     | 3      | + 35,048    | 05    | 1:16,181 (65.)   |
| 05   | Felipe Massa       | Ferrari              | 71     | 2      | + 1:06,733  | 07    | 1:17,271 (64.)   |
| 06   | Adrian Sutil       | Force India-Mercedes | 70     | 3      | + 1 Runde   | 08    | 1:17,161 (36.)   |
| 07   | Nico Rosberg       | Mercedes             | 70     | 2      | + 1 Runde   | 06    | 1:17,207 (45.)   |
| 08   | Paul di Resta      | Force India-Mercedes | 70     | 2      | + 1 Runde   | 11    | 1:17,452 (64.)   |
| 09   | Kamui Kobayashi    | Sauber-Ferrari       | 70     | 2      | + 1 Runde   | 16    | 1:17,644 (55.)   |
| 10   | Witali Petrow      | Renault              | 70     | 3      | + 1 Runde   | 15    | 1:17,011 (58.)   |
| 11   | Jaime Alguersuari  | Toro Rosso-Ferrari   | 70     | 2      | + 1 Runde   | 13    | 1:17,162 (55.)   |
| 12   | Sébastien Buemi    | Toro Rosso-Ferrari   | 70     | 2      | + 1 Runde   | 14    | 1:17,428 (59.)   |
| 13   | Sergio Pérez       | Sauber-Ferrari       | 70     | 2      | + 1 Runde   | 17    | 1:17,780 (63.)   |
| 14   | Rubens Barrichello | Williams-Cosworth    | 70     | 3      | + 1 Runde   | 12    | 1:16,684 (70.)   |
| 15   | Michael Schumacher | Mercedes             | 70     | 3      | + 1 Runde   | 10    | 1:16,681 (62.)   |
| 16   | Heikki Kovalainen  | Lotus-Renault        | 69     | 3      | + 2 Runden  | 19    | 1:18,023 (69.)   |
| 17   | Bruno Senna        | Renault              | 69     | 4      | + 2 Runden  | 09    | 1:18,274 (62.)   |
| 18   | Jarno Trulli       | Lotus-Renault        | 69     | 2      | + 2 Runden  | 20    | 1:18,596 (47.)   |
| 19   | Jérôme D’Ambrosio  | Virgin-Cosworth      | 68     | 2      | + 3 Runden  | 23    | 1:19,902 (60.)   |
| 20   | Daniel Ricciardo   | HRT-Cosworth         | 68     | 2      | + 3 Runden  | 22    | 1:19,649 (64.)   |
| –    | Vitantonio Liuzzi  | HRT-Cosworth         | 61     | 2      | DNF         | 21    | 1:20,648 (60.)   |
| –    | Lewis Hamilton     | McLaren-Mercedes     | 46     | 3      | DNF         | 04    | 1:17,209 (35.)   |
| –    | Pastor Maldonado   | Williams-Cosworth    | 26     | 1      | DNF         | 18    | 1:19,706 (26.)   |
| –    | Timo Glock         | Virgin-Cosworth      | 21     | 1      | DNF         | 24    | 1:21,773 (14.)   |

Anmerkungen
1. 1 2 3 4 5 6 7 8 9 10 11 12 13 14 15 16 17 18  Rennwagen mit KERS

## WM-Stände nach dem Rennen
Die ersten zehn des Rennens bekamen 25, 18, 15, 12, 10, 8, 6, 4, 2 bzw. 1 Punkt(e).

### Fahrerwertung
| Pos. | Fahrer             | Konstrukteur         | Punkte |
| ---- | ------------------ | -------------------- | ------ |
| 01   | Sebastian Vettel   | Red Bull-Renault     | 392    |
| 02   | Jenson Button      | McLaren-Mercedes     | 270    |
| 03   | Mark Webber        | Red Bull-Renault     | 258    |
| 04   | Fernando Alonso    | Ferrari              | 257    |
| 05   | Lewis Hamilton     | McLaren-Mercedes     | 227    |
| 06   | Felipe Massa       | Ferrari              | 118    |
| 07   | Nico Rosberg       | Mercedes             | 89     |
| 08   | Michael Schumacher | Mercedes             | 76     |
| 09   | Adrian Sutil       | Force India-Mercedes | 42     |
| 10   | Witali Petrow      | Renault              | 37     |
| 11   | Nick Heidfeld      | Renault              | 34     |
| 12   | Kamui Kobayashi    | Sauber-Ferrari       | 30     |
| 13   | Paul di Resta      | Force India-Mercedes | 27     |
| 14   | Jaime Alguersuari  | Toro Rosso-Ferrari   | 26     |

| Pos. | Fahrer             | Konstrukteur       | Punkte |
| ---- | ------------------ | ------------------ | ------ |
| 15   | Sébastien Buemi    | Toro Rosso-Ferrari | 15     |
| 16   | Sergio Pérez       | Sauber-Ferrari     | 14     |
| 17   | Rubens Barrichello | Williams-Cosworth  | 4      |
| 18   | Bruno Senna        | Renault            | 2      |
| 19   | Pastor Maldonado   | Williams-Cosworth  | 1      |
| 20   | Pedro de la Rosa   | Sauber-Ferrari     | 0      |
| 21   | Jarno Trulli       | Lotus-Renault      | 0      |
| 22   | Heikki Kovalainen  | Lotus-Renault      | 0      |
| 23   | Vitantonio Liuzzi  | HRT-Cosworth       | 0      |
| 24   | Jérôme D’Ambrosio  | Virgin-Cosworth    | 0      |
| 25   | Timo Glock         | Virgin-Cosworth    | 0      |
| 26   | Narain Karthikeyan | HRT-Cosworth       | 0      |
| 27   | Daniel Ricciardo   | HRT-Cosworth       | 0      |
| 28   | Karun Chandhok     | Lotus-Renault      | 0      |

### Konstrukteurswertung
| Pos. | Konstrukteur         | Punkte |
| ---- | -------------------- | ------ |
| 01   | Red Bull-Renault     | 650    |
| 02   | McLaren-Mercedes     | 497    |
| 03   | Ferrari              | 375    |
| 04   | Mercedes             | 165    |
| 05   | Renault              | 73     |
| 06   | Force India-Mercedes | 69     |

| Pos. | Konstrukteur       | Punkte |
| ---- | ------------------ | ------ |
| 07   | Sauber-Ferrari     | 44     |
| 08   | Toro Rosso-Ferrari | 41     |
| 09   | Williams-Cosworth  | 5      |
| 10   | Lotus-Renault      | 0      |
| 11   | HRT-Cosworth       | 0      |
| 12   | Virgin-Cosworth    | 0      |